# Cheong Byung-kwon
Cheong Byung-kwon (ur. 26 stycznia 1948 w Gwangju) – profesor literatur słowiańskich, polonista, germanista oraz politolog. Tłumacz arcydzieł literatury polskiej na język koreański, autor koreańskich podręczników do nauki języka polskiego, popularyzator polskiej kultury, założyciel polonistyki Hankuk University of Foreign Studies w Seulu – jedynych studiów polonistycznych w Korei Południowej.

## Życie zawodowe
Profesor Cheong Byung-kwon od najmłodszych lat marzył o podróży do jakiegoś dalekiego kraju, jak sam mówi:
„Jako mały chłopiec miałem wielkie marzenie, żeby poznać jakiś daleki kraj, zupełnie inny niż mój rodzinny. Czasami śniło mi się, że jestem gdzieś, gdzie ludzie wyglądają inaczej, mówią innym językiem, mają inne zwyczaje. To marzenie było ze mną, odkąd sięgam pamięcią.”
Jednak w latach 80. XX wieku to marzenie było niemożliwe do spełnienia, Korea Południowa nie miała wówczas kontaktów z krajami, które wydawały się profesorowi intrygujące. Postanowił więc kształcić się na uniwersytecie w Seulu. Studiował filologię niemiecką na Koreańskim Uniwersytecie Języków Obcych (Hankuk University of Foreign Studies, HUFS).
Cheong Byung-kwon nie przestał śnić o Polsce, lecz udanie się tam na studia w dalszym ciągu było dla niego nieosiągalne. Postanowił więc wyjechać na studia za granicę, jak najbliżej Polski. O tym okresie wyraził się następującymi słowami:
„Najbliżej Polski okazał się Berlin, gdzie zgodzono się mnie przyjąć na studia. Miałem wówczas 40 lat i wszyscy dziwili się, co mi strzeliło do głowy. W Niemczech najpierw musiałem uczyć się niemieckiego, a przy okazji znalazłem niemieckie podręczniki do nauki polskiego, więc zacząłem naukę.”
W Berlinie studiował slawistykę, polonistykę oraz historię Europy Środkowej i Wschodniej. Po 1989 roku sytuacja polityczna w Polsce się zmieniła i przyjazd do Polski stał się możliwy. Cheong pracę magisterską napisał na temat twórczości Czesława Miłosza. Doktoryzował się na Uniwersytecie Jagiellońskim rozprawą poświęconą koncepcji studiów polonistycznych w Korei. Tę koncepcję realizował praktycznie, zakładając w 1987 r. Departament Studiów Polskich HUFS. Tak profesor wspomina swoje podróże po Polsce:
„Kiedyś jeden z moich polskich przyjaciół wiózł mnie samochodem, gdzieś w okolicach Krakowa. Oglądałem krajobrazy i nagle wydało mi się, że znam to miejsce, że na pewno już tu kiedyś byłem. Poprosiłem, by się zatrzymał. Wysiedliśmy, ja długo się rozglądałem i uświadomiłem sobie, że to kraj z moich marzeń, ten, który śnił mi się jako chłopcu w Korei.”
W 2012 roku profesor Cheong Byung-kwon otrzymał tytuł doktora honoris causa Uniwersytetu Opolskiego (jednym z recenzentów był wybitny badacz literatury polskiej w świecie, prof. Romuald Cudak z Uniwersytetu Śląskiego) i Uniwersytetu im. Adama Mickiewicza w Poznaniu, relację z tego wydarzenia można obejrzeć na YouTubie.

## Artykuły naukowe
W swoich artykułach naukowych w języku koreańskim Cheong porównywał Bolesława Prusa i Charlesa Dickensa, analizował Wesele Stanisława Wyspiańskiego, twórczość Wacława Sieroszewskiego, Witolda Gombrowicza, Jarosława Iwaszkiewicza, Sławomira Mrożka, Andrzeja Szczypiorskiego i Jerzego Andrzejewskiego.

### Lista artykułów naukowych
- Problemy z nauczaniem literatury polskiej w Korei w Dydaktyka języka polskiego jako obcego u progu XXI wieku, Kraków: Wydawnictwo UJ, 2008.
- Stan i perspektywy filologii polskiej w korei południowej, Scripta Neophilologica Posnaniensia, Tom VIII, Wydział Neofilologii, UAM Poznań, 2006, strony: 295–311.
- Polonistyka koreańska wczoraj i dziś, „Postscriptum Polonistyczne”, Wydawnictwo Uniwersytetu Śląskiego 2010, strony 15-24.
- 이바스키에비츠의 <자작나무 숲>인물들의 성격 (The Characters in by Jarosław Iwaszkiewicz), Eastern European Balkan Studies Vol. 8, No. 1 2006, pages 185-210.
- 비스피아인스키의 베셀레에 나타난 베르니호라 (Wernyhora in Stanisław Wyspiański’s Wesele), East European and Balkan Institute, 2003, pages 1-19.
- <판 타데우시>(Pan Tadeusz)의 에필로그 모티프 (The Motifs in the Epilogue of Pan Tadeusz), East European and Balkan Institute, 2013, pages 133-151.
- 시엔키에비츠의 연구 (A study on Janko Muzykant by Henryk Sienkiewicz), Eastern European Balkan Studies Vol. 14, No. 2012, pages 3-21.
- Mendel Gański에 나오는 유대인 상(像) (The Image of a Jew in Mendel Gdański by M. Konopnicka), East European and Balkan Institute, 2010, pages 271-292.
- 판 타데우시> (Pan Tadeusz)에 나타난 배신 (Betrayals in Pan Tadeusz by Adam Mickiewicz), East European and Balkan Institute 2009, pages 203-223.
- 프루스의 소설 〈초소〉의 주인공 실리막 연구 (Ślimak, the central figure of The Outpost (Placówka) by B. Prus), Eastern European Studies Volume 28, 2011, pages 109-130.
- 시엔키에비츠의 <포즈난 가정교사의 회고>연구 (A Study on From the Memoirs of a Poznań Teacher), Eastern European Balkan Studies Vol. 7, No. 2, 2005, pages 97-123.
- 시에시엔키에비츠의 사막과 밀림에서에 등장하는 이슬람교도들 (Portrayal of Muslims in In Desert and Wilderness by Henryk Sienkiewicz), Eastern European Balkan Studies Vol. 9, No. 2, 2007, pages 247-266.
- 체스와프 미오시의 「고향 유럽」 Rodzinna Europa에 나타난 독일상 (The German Image in the Native Realm of Czeslaw Milosz), Eastern European Balkan Studies, 1999, pages 207-225.
- 전후 폴란드 문학 평론의 성격 (The Characteristics of Polish Literary Critique after World War II), Eastern European Balkan Studies Vol. 3, No. 2, 2001, pages 1-25.

## Praca tłumaczeniowa
Prof. Cheong Byung-kwon przełożył na język koreański dwa arcydzieła polskiej literatury – Pana Tadeusza oraz Lalkę. Zajmował się również przekładem wierszy noblistki Wisławy Szymborskiej, Tadeusza Różewicza czy Zbigniewa Herberta.

### Pan Tadeusz
Prace nad tłumaczeniem Pana Tadeusza zaczęły się w 2012 roku i trwały 3 lata, a profesorowi pomagali jego trzej asystenci. Największe trudności tłumaczom sprawiły nazwy polskich roślin i grzybów oraz przybliżenie koreańskim czytelnikom warstw historycznych, obyczajowych i politycznych, związanych z polską szlachtą. Książka w całości została wydana wierszem, z zachowaniem rytmu oraz rymu, na seulskim uniwersytecie Hankuk. Sami tłumacze przyznają jednak, że Pan Tadeusz zapewne nie zyska w Korei wielkiej popularności – przeczytają go najpewniej głównie absolwenci i obecni studenci polonistyki.

### Lalka
Profesor Cheong Byung-kwon już podczas studiów w Berlinie zainteresował się dziełem Bolesława Prusa. W Lalce najbardziej ujęła go postać Stanisława Wokulskiego, a zwłaszcza jego „medytacje”. Zapytany o najważniejszy przekaz dzieła, odpowiedział, że Prus chciał swoją powieścią uświadomić Polakom, że najważniejsza jest praca.

### WierszeWisławy Szymborskiej
Profesor o przekładzie wierszy polskiej poetki wypowiada się następująco:
„Kiedy Szymborska o trzymała Nagrodę Nobla, koreańscy wydawcy sami prosili mnie o pomoc, więc około piętnastu razy pisałem o niej do koreańskich gazet i czasopism oraz udzielałem wywiadów w radiu. Dorobek poetycki Szymborskiej przedstawiłem również kilka razy na konferencjach. Koreańczycy ogromnie szanują noblistów. Poezja Szymborskiej ma w naszym kraju pozytywną recepcję i dobrze się sprzedaje.” Przekładem twórczości poetki na większą skalę zajęła się uczennica profesora Cheonga – prof. Estera Czoj (Choi Sung Eun).

## Tłumaczenia
- 판 타데우시 (Pan Tadeusz), Hankuk University of Foreign Studies Press, Knowledge Publishing House (HUINE), 2005
- 인형 (Lalka), Eulyu Cultural History 2016
- Wiersze Wisławy Szymborskiej[10];
- Krótkie życie naszych przodków, w: „Yeonhap Nyuseu”, 1996, nr z 3 X.
- Nic dwa razy, Szukam słowa, Pisanie życiorysu, Krótkie życie naszych przodków, w: „Hyeondae Sihak (Poezja Współczesna)” 1996, nr z listopada.
- Z Korei, Wietnam, Dzieci epoki, Uśmiechy, Utopia, Widok z ziarnkiem piasku, w: „Woekuk Munhak Yeongu”/„Foreign Literature Studies”, 1996, nr 2.

## Podręczniki
Profesor Cheong Byung-kwon jest również autorem słownika polsko-koreańskiego, podręcznika o historii polski oraz rozmówek polsko-koreańskich.

### Lista podręczników
- 폴란드어-한국어 사전 (Polish-Korean Dictionary), Hankuk University of Foreign Studies Press, Knowledge Publishing House (HUINE), 2012 r.
- 폴란드어 회화 실용외국어회화시리즈 4 (Polish Conversation. Practical Foreign Language Conversation Series 4), Hankuk University of Foreign Studies Press, Knowledge Publishing House (HUINE), 2008 r.
- 폴란드사 (Polish history), 1997 r.

## Nagrody
- 2004 rok – Krzyż Oficerski Orderu Zasługi Rzeczypospolitej Polskiej
- 2006 rok – Nagroda „Polonicum”, przyznawana przez Centrum Języka Polskiego i Kultury Polskiej dla Cudzoziemców za przekład „Pana Tadeusza” na język koreański.
- 2010 rok – Nagroda „Polonicum”, przyznawana przez Centrum Języka Polskiego i Kultury Polskiej dla Cudzoziemców za „promowanie kultury polskiej za granicą”.
- 2012 rok – Tytuł Doktora Honoris Causa Uniwersytetu im. Adama Mickiewicza.
- 2012 rok – Medal Merentibus Uniwersytetu Jagiellońskiego.